# Stephen Laybutt
Stephen Laybutt (n. 3 septembrie 1977, City of Lithgow⁠(d), Noul Wales de Sud, Australia – d. ianuarie 2024, Cabarita Beach⁠(d), Noul Wales de Sud, Australia) a fost un fotbalist australian.
Între 2000 și 2004, Laybutt a jucat 15 meciuri pentru echipa națională a Australiei.

## Statistici
| Australia | Australia | Australia |
| An        | Meciuri   | Goluri    |
| --------- | --------- | --------- |
| 2000      | 8         | 1         |
| 2001      | 2         | 0         |
| 2002      | 0         | 0         |
| 2003      | 1         | 0         |
| 2004      | 4         | 0         |
| Total     | 15        | 1         |